# IC 4695
IC 4695 — галактика типу *2 (подвійна зірка) у сузір'ї Павич.
Цей об'єкт міститься в оригінальній редакції індексного каталогу.